# 太陽スキャンダラス
『太陽スキャンダラス』（たいようスキャンダラス）は、SCANDALの13枚目のシングル。2012年7月11日にエピックレコードジャパンから発売された。

## 概要
「太陽スキャンダラス」は、SCANDALのオファーにより、ORANGE RANGEのNAOTOによってプロデュースされた。
初回生産限定盤Aにはアーモンドクラッシュ（HARUNA+RINA）の「恋の始まりはダイエット」、初回生産限定盤Bにはどぼんどぼんど（MAMI+TOMOMI）の「ちぇりーじゃむ」が収録されており、通常盤を含め、CDの裏ジャケットがそれぞれ異なる。「ちぇりーじゃむ」ではTOMOMIがヒューマンビートボックスに挑戦した。

## 収録曲

### 通常盤
1. 太陽スキャンダラス [4:35]
作詞：HARUNA、NAOTO　作曲・編曲：NAOTO
2. Welcome home [4:02]
作詞・作曲：川村結花　編曲：大久保友裕
3. 太陽スキャンダラス（Instrumental）

### 初回生産限定盤A
1. 太陽スキャンダラス
2. 恋の始まりはダイエット　（歌：アーモンドクラッシュ） [4:16]
作詞・作曲・編曲：RAM RIDER
3. 太陽スキャンダラス（Instrumental）

### 初回生産限定盤B
1. 太陽スキャンダラス
2. ちぇりーじゃむ　（歌：どぼんどぼんど） [4:09]
作詞・作曲：Donuts Disco Deluxe（ANI、AFRA、ロボ宙）　編曲：ANI
3. 太陽スキャンダラス（Instrumental）